# Koeficient inbreedingu

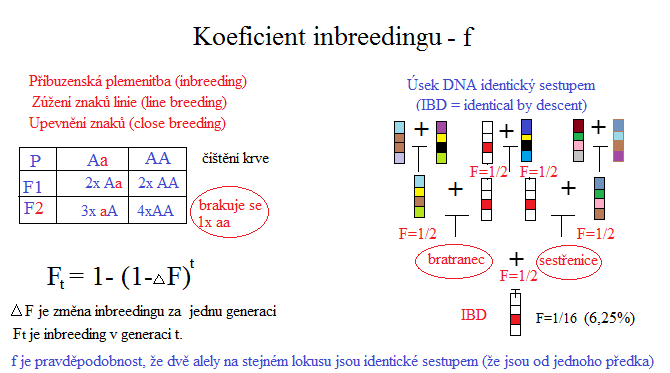
inbreeding koeficient

Koeficient inbreedingu (coefficient of inbreeeding) je procento pravděpodobnosti, s jakým může mít potomek dvě alely na stejném lokusu společné od jediného předka. Jinými slovy se jedná o pravděpodobnost, že u jedince existují alely identické sestupem (IBD = identical by descent).
Koeficient inbreedingu F ukazuje na míru příbuzenské plemenitby. Může být od nuly do jedné. Samoopylení má F=1 (100% inbreeding koeficient). Potomek bratra plus sestry má F= 0,25 (=25% neboli 1/4). Potomek bratrance a sestřenice má F=1/16 (v procentech 6,25% neboli F=0,0625).
V absolutním vyjádření se používá pro inbreeding koeficient velké F, vztahuje se zpravidla na konkrétního předka a jeho potomky. Malé f se vztahuje na populaci, vyjadřuje koeficient inbreedingu jako pravděpodobnost dle bayese ( zpravidla v nekonečně velké populaci kde platí gaussova distribuce).
Příbuzenská plemenitba může být do určité míry (F≤0,2) součástí čistokrevné plemenitby. Jejím důsledkem je zvyšování procenta homozygotů. Pomocí příbuzenské plemenitby lze snížit procento nežádoucích znaků (alel) z populace. Pomocí inbreedingu se "čistí krev", respektive lze vytěsnit letální geny z populace (geny, které jsou neslučitelné se životem). Inbreeding zužuje genetickou různorodost populace, upevňuje dědičnost znaků typických pro šlechtěnou populaci.
Jedinci s patologickými či nežádoucími znaky jsou brakováni (vyřazeni z chovu). Díky příbuzenské plemenitbě a následné brakaci se procento výskytu nežádoucích alel v populaci sníží.
Čím je populace menší, tím vyšší je pravděpodobnost inbreedingu neboli je větší populační inbreeding koeficient f. Malé populace vytváří čisté linie. Čisté linie jsou základem heterózního etektu.
Velikost populace je N. Změna inbreedingu je ΔF .
ΔF = 1/2N
V generaci t lze pravděpodobnost inbreedingu Ft vyjádřit jako: Ft = 1 - (1-ΔF)t
Inbreeding deprese je degenerace způsobená příbuzenskou plemenitbou (šlechtěním). Vysvětluje se jako fenotypický projev recesivního homozygota (alel - aa).
Opakem je outbreeding deprese, což je degenerace způsobená křížením příliš vzdálených linií (geneticky či geograficky).